# Shajiabang (köpinghuvudort i Kina, Jiangsu Sheng, lat 31,55, long 120,85)
Shajiabang (kinesiska: 沙家浜, 沙家浜镇) är en köpinghuvudort i Kina. Den ligger i provinsen Jiangsu, i den östra delen av landet, omkring 200 kilometer öster om provinshuvudstaden Nanjing. Antalet invånare är 55 707. Befolkningen består av 27 723 kvinnor och 27 984 män. Barn under 15 år utgör 7,0 %, vuxna 15-64 år 81 %, och äldre över 65 år 11,0 %.
Runt Shajiabang är det tätbefolkat, med 947 invånare per kvadratkilometer. Närmaste större samhälle är Changshu City, 14,7 km nordväst om Shajiabang. Trakten runt Shajiabang består huvudsakligen av våtmarker.
Genomsnittlig årsnederbörd är 1 661 millimeter. Den regnigaste månaden är juni, med i genomsnitt 221 mm nederbörd, och den torraste är december, med 59 mm nederbörd.